# Kosice Open 2009
Il Kosice Open 2009 è stato un torneo professionistico di tennis maschile giocato sulla terra rossa, che faceva parte dell'ATP Challenger Tour 2009. Si è giocato a Košice in Slovacchia dall'8 giugno al 14 giugno 2009.

## Partecipanti

### Teste di serie
| Nazionalità | Giocatore               | Ranking* | Testa di serie |
| ----------- | ----------------------- | -------- | -------------- |
| Spagna      | Santiago Ventura        | 122      | 1              |
| Spagna      | Rubén Ramírez Hidalgo   | 126      | 2              |
| Rep. Ceca   | Jiří Vaněk              | 155      | 3              |
| Spagna      | David Marrero           | 164      | 4              |
| Slovacchia  | Dominik Hrbatý          | 165      | 5              |
| Kazakistan  | Jurij Ščukin            | 176      | 6              |
| Argentina   | Juan Pablo Brzezicki    | 177      | 7              |
| Spagna      | Miguel Ángel López Jaén | 178      | 8              |

- Ranking al 25 maggio 2009.

### Altri partecipanti
Giocatori che hanno ricevuto una wild card:
- Jerzy Janowicz
- Martin Kližan
- Miloslav Mečíř Jr.
- Nicolas Reissig
- Jan Hájek (special Exempt)

Giocatori passati dalle qualificazioni:
- Diego Álvarez
- Kamil Čapkovic
- Ádám Kellner
- Marek Semjan (Lucky Loser)
- Ivan Serheev

## Campioni

### Singolare
Stéphane Robert ha battuto in finale  Jiří Vaněk con il punteggio di 7–6(5), 7–6(5)

### Doppio
Rubén Ramírez Hidalgo /  Santiago Ventura hanno battuto in finale  Dominik Hrbatý /  Martin Kližan con il punteggio di 6–2, 7–6(5)